# 夜戰馬超
夜戰馬超是一齣著名粵劇折子戲，是大喉名曲．原唱者是大喉唱家熊飛影與源妙生，撰曲家為老丁．故事取材於《三國演義》第65回，張魯派遣馬超進攻葭萌關，張飛請命在葭萌關出戰馬超。全劇分上下卷，均用粵劇官話演唱．

## 外部連結
- 康樂文化事務署
- 三國大本營 - 龍崗閒話 （页面存档备份，存于）